# Periodizzazione della civiltà della valle dell'Indo
Il termine tradizione della valle dell'Indo viene usato per riferirsi alle culture dell'Indo e ai fiumi Ghaggar-Hakra, che si estendeno dal periodo Mehrgarh neolitico in giù fino all'età del ferro o tradizione indo-gangetica.
La tradizione della valle dell'Indo viene divisa in quattro epoche, ognuna delle quali può essere suddivisa in quattro fasi. Una fase è un'unità archeologica che possiede tratti sufficientemente caratteristici per distinguerela dalle altre unità similmente concepite. Ogni fase può essere ancora suddivisa in quattro sistemi di interazione.
| DATE             | FASE | EPOCA                                     |
| 7000 - 5500 a.C. | Mehrgarh I (neolitico aceramico)                                                                           | Epoca antica della produzione di cibo     |
| 5500-3300 a.C.   | Mehrgarh II-VI (neolitico ceramico)                                                                        | Epoca di regionalizzazione 5500-2600 a.C. |
| 3300-2600 a.C.   | Harappana Antica (antica età del bronzo)                                                                   | Epoca di regionalizzazione 5500-2600 a.C. |
| 3300-2800 a.C.   | Harappana 1 (fase Ravi)                                                                                    | Epoca di regionalizzazione 5500-2600 a.C. |
| 2800-2600 a.C.   | Harappana 2 (fase Kot Diji, Nausharo I, Mehrgarh VII)                                                      | Epoca di regionalizzazione 5500-2600 a.C. |
| 2600-1900 a.C.   | Harappana matura (Civiltà della valle dell'Indo)                                                           | Epoca di integrazione                     |
| 2600-2450 a.C.   | Harappana 3A (Nausharo II)                                                                                 | Epoca di integrazione                     |
| 2450-2200 a.C.   | Harappana 3B                                                                                               | Epoca di integrazione                     |
| 2200-1900 a.C.   | Harappana 3C                                                                                               | Epoca di integrazione                     |
| 1900-1300 a.C.   | Tarda Harappana (Cimitero H); Cultura della ceramica colorata in ocra                                      | Epoca di localizzazione                   |
| 1900-1700 a.C.   | Harappana 4                                                                                                | Epoca di localizzazione                   |
| 1700-1300 a.C.   | Harappana 5                                                                                                | Epoca di localizzazione                   |
| 1300-300 a.C.    | Cultura della ceramica grigia dipinta, Cultura della ceramica nera lucidata settentrionale (età del ferro) | Tradizione indo-gangetica                 |

## Epoca antica della produzione di cibo
L'epoca antica della produzione di cibo corrisponde a circa a 7000-5500 a.C., detto anche periodo neolitico. L'economia di quest'epoca è basata sulla produzione di cibo, e si sviluppa quindi l'agricoltura nella valle dell'Indo. Il periodo Mehrgarh I appartiene a quest'epoca.

## Epoca di regionalizzazione
L'epoca della regionalizzazione corrisponde a 5500-2600 a.C. L'antica fase harappana appartiene a quest'epoca, molto produttiva nel campo delle arti, mentre nuove professioni vengono inventate. L'epoca di regionalizzazione comprende le fasi Balakot, Amri, Hakra e Kot Diji.
| 1A/B | Aspetto Ravi della fase Hakra  | 3300-2800 a.C. circa |
| 2    | Antica Harappana/Fase Kot Diji | 2800-2600 a.C. circa |

## Epoca di integrazione
L'epoca di integrazione si riferisce al periodo della "civiltà della valle dell'Indo", dove avviene l'integrazione di varie culture minori.
| 3A | Fase harappana | 2600-2450 a.C. circa |
| 3B | Fase harappana | 2450-2200 a.C. circa |
| 3C | Fase harappana | 2200-1900 a.C. circa |

## Epoca di Localizzazione
L'epoca di localizzazione (1900-1300 a.C.) è il quarto ed ultimo periodo della tradizione della valle dell'Indo, riferita alla frammentazione della cultura dell'epoca di integrazione.
L'epoca di localizzazione comprende diverse fasi (Shaffer 1992):
- Fase Punjab (cimitero H, tarda harappana), che include il cimitero H e altre culture. I siti della fase Punjab si trovano ad Harappa e in altri luoghi.
- Fase Jhukar (Jhukar e Pirak), si riferisce a Mohenjo-daro e ai siti di Sindh.
- Fase Rangpur (Tarda Harappana e ceramica rossa lucida). I siti della fase Rangpur si trovano nella Fase Kachchh, Saurashtra e  Gujarat.

La fase Pirak è la fase dell'epoca di localizzazione sia della tradizione della valle dell'Indo che della tradizione baluchistana.
| 4 | harappana/tarda transitoria harappana | 1900-1700 a.C. circa |
| 5 | tarda fase harappana (Cimitero H)     | 1700-1300 a.C. circa |

## Altre periodizzazioni
S. P. Gupta periodizzò la civiltà harappana in una struttura cronologica che comprende le date che vanno dal 4000 a.C. al 1400 a.C., prendendo in considerazione le nuove scoperte:
| Fase formativa         | per es.,Mehrgarh-IV-V               | 4000-3500 a.C. circa       |
| Fase antica            | per es., Kalibangan-I               | ca. 3500 - 2800 a.C. circa |
| Periodo di transizione | per es., Dholavira-III              | 2800 - 2600 a.C. circa     |
| Fase matura            | per es., Harappa-III, Kalibangan-II | 2600 - 1900 a.C. circa     |
| Fase tarda             | per es., Cimitero H, Jhukar         | 1900 - 1500 a.C. circa     |
| Fase finale            | per es., Dholavira                  | 1500 - 1400 a.C. circa     |

Un'altra più antica nomenclatura classifica la civiltà della valle dell'Indo in Antico, Maturo e Tardo Harappano. Secondo Erdosy, la nomenclatura della tradizione della valle dell'Indo "è molto più istruttiva della classificazione tradizionale in Antico/Maturo/Tardo Harappano, la quale adesso sarebbe scartata".